# Tomas Sandström
Pour les articles homonymes, voir Sandström.
Temple de la renommée du hockey suédois : 2013
Tomas Sandström (né le 4 septembre 1964 à Jakobstad en Finlande) est un joueur professionnel suédois de hockey sur glace.

## Carrière de joueur
Joueur suédois né en Finlande, il commence sa carrière professionnelle en 1979-80 avec le Fagersta AIK. Il gravit rapidement les échelon menant vers l'Elitserien où il fait ses débuts en 1982-83 avec le Brynäs IF. Il y évolue que deux saisons car il rejoint les Rangers de New York en 1984-1985. Il y connait une excellente saison récoltant 59 points et étant nommé dans l'équipe d'étoiles des recrues de la Ligue nationale de hockey.
Il continue de s'illustrer lors des années qui suivirent, remportant à deux reprises le Trophée viking remis au meilleur joueur suédois dans la LNH. En 1992-1993, il aide son club à se rendre à la finale de la Coupe Stanley face au Canadiens de Montréal. Lors de cette finale, un des moments les plus inoubliables de l'histoire de la Coupe Stanley s'y déroula et Sandström en est l'un des acteurs principaux. Après un arrêt spectaculaire de Patrick Roy, ce dernier fit un clin d'œil, à Sandström. L'image fit rapidement le tour du monde.
Après un passage avec les Penguins de Pittsburgh, il se joint en cours de saison 1996-1997 aux Red Wings de Détroit. Il remporte finalement une Coupe Stanley avec ce club. Au cours de l'été qui suivit, il passe aux mains des Mighty Ducks d'Anaheim avec lesquels il joue deux saisons. Il retourne ensuite évoluer dans l'Elitserien où il termine sa carrière avec les Malmö Redhawks au terme de la saison 2001-02.

## Statistiques de carrière

### En club
| Saison     | Équipe                 | Ligue      |     | Saison régulière | Saison régulière | Saison régulière | Saison régulière | Saison régulière |    | Séries éliminatoires | Séries éliminatoires | Séries éliminatoires | Séries éliminatoires | Séries éliminatoires |
| Saison     | Équipe                 | Ligue      | PJ  | B                | A                | Pts              | Pun              | PJ               | B  | A                    | Pts                  | Pun                  |                      |                      |
| 1979-1980  | Fagersta AIK           | Division 1 | 6   | 1                | 1                | 2                | 0                | -                | -  | -                    | -                    | -                    |                      |                      |
| 1980-1981  | Fagersta AIK           | Division 2 | 20  | 23               | 5                | 28               | -                | -                | -  | -                    | -                    | -                    |                      |                      |
| 1981-1982  | Fagersta AIK           | Division 1 | 32  | 28               | 11               | 39               | 74               | -                | -  | -                    | -                    | -                    |                      |                      |
| 1982-1983  | Brynäs IF              | Elitserien | 36  | 23               | 14               | 37               | 50               | -                | -  | -                    | -                    | -                    |                      |                      |
| 1983-1984  | Brynäs IF              | Elitserien | 34  | 20               | 10               | 30               | 81               | -                | -  | -                    | -                    | -                    |                      |                      |
| 1984-1985  | Rangers de New York    | LNH        | 74  | 29               | 30               | 59               | 51               | 3                | 0  | 2                    | 2                    | 0                    |                      |                      |
| 1985-1986  | Rangers de New York    | LNH        | 73  | 25               | 29               | 54               | 109              | 16               | 4  | 6                    | 10                   | 20                   |                      |                      |
| 1986-1987  | Rangers de New York    | LNH        | 64  | 40               | 34               | 74               | 60               | 6                | 1  | 2                    | 3                    | 20                   |                      |                      |
| 1987-1988  | Rangers de New York    | LNH        | 69  | 28               | 40               | 68               | 95               | -                | -  | -                    | -                    | -                    |                      |                      |
| 1988-1989  | Rangers de New York    | LNH        | 79  | 32               | 56               | 88               | 148              | 4                | 3  | 2                    | 5                    | 12                   |                      |                      |
| 1989-1990  | Rangers de New York    | LNH        | 48  | 19               | 19               | 38               | 100              | -                | -  | -                    | -                    | -                    |                      |                      |
| 1989-1990  | Kings de Los Angeles   | LNH        | 28  | 13               | 20               | 33               | 28               | 10               | 5  | 4                    | 9                    | 19                   |                      |                      |
| 1990-1991  | Kings de Los Angeles   | LNH        | 68  | 45               | 44               | 89               | 106              | 10               | 4  | 4                    | 8                    | 14                   |                      |                      |
| 1991-1992  | Kings de Los Angeles   | LNH        | 49  | 17               | 22               | 39               | 70               | 6                | 0  | 3                    | 3                    | 8                    |                      |                      |
| 1992-1993  | Kings de Los Angeles   | LNH        | 39  | 25               | 27               | 52               | 57               | 24               | 8  | 17                   | 25                   | 12                   |                      |                      |
| 1993-1994  | Kings de Los Angeles   | LNH        | 51  | 17               | 24               | 41               | 59               | -                | -  | -                    | -                    | -                    |                      |                      |
| 1993-1994  | Penguins de Pittsburgh | LNH        | 27  | 6                | 11               | 17               | 24               | 6                | 0  | 0                    | 0                    | 4                    |                      |                      |
| 1994-1995  | Malmö Redhawks         | Elitserien | 12  | 10               | 5                | 15               | 14               | -                | -  | -                    | -                    | -                    |                      |                      |
| 1994-1995  | Penguins de Pittsburgh | LNH        | 47  | 21               | 23               | 44               | 42               | 12               | 3  | 3                    | 6                    | 16                   |                      |                      |
| 1995-1996  | Penguins de Pittsburgh | LNH        | 58  | 35               | 35               | 70               | 69               | 18               | 4  | 2                    | 6                    | 30                   |                      |                      |
| 1996-1997  | Penguins de Pittsburgh | LNH        | 40  | 9                | 15               | 24               | 33               | -                | -  | -                    | -                    | -                    |                      |                      |
| 1996-1997  | Red Wings de Détroit   | LNH        | 34  | 9                | 9                | 18               | 36               | 20               | 0  | 4                    | 4                    | 24                   |                      |                      |
| 1997-1998  | Mighty Ducks d'Anaheim | LNH        | 77  | 9                | 8                | 17               | 64               | -                | -  | -                    | -                    | -                    |                      |                      |
| 1998-1999  | Mighty Ducks d'Anaheim | LNH        | 58  | 15               | 17               | 32               | 42               | 4                | 0  | 0                    | 0                    | 4                    |                      |                      |
| 1999-2000  | Malmö Redhawks         | Elitserien | 42  | 16               | 13               | 29               | 28               | 6                | 3  | 2                    | 5                    | 10                   |                      |                      |
| 2000-2001  | Malmö Redhawks         | Elitserien | 50  | 17               | 9                | 26               | 90               | 8                | 3  | 3                    | 6                    | 60                   |                      |                      |
| 2001-2002  | Malmö Redhawks         | Elitserien | 37  | 8                | 7                | 15               | 40               | 5                | 0  | 1                    | 1                    | 6                    |                      |                      |
| Totaux LNH | Totaux LNH             | Totaux LNH | 983 | 394              | 463              | 857              | 1 193            | 139              | 32 | 49                   | 81                   | 183                  |                      |                      |

### En équipe nationale
| Année | Équipe | Compétition                     |    | PJ | B | A  | Pts | Pun                |  | Résultats |
| 1982  | Suède  | Championnat d'Europe Junior U18 | 5  | 5  | 2 | 7  | 16  | Médaille d'or      |  |           |
| 1983  | Suède  | Championnat du monde junior     | 7  | 9  | 3 | 12 | 12  | 4e position        |  |           |
| 1984  | Suède  | Championnat du monde junior     | 7  | 4  | 2 | 6  | 16  | 5e position        |  |           |
| 1984  | Suède  | Jeux olympiques                 | 7  | 2  | 1 | 3  | 6   | Médaille de bronze |  |           |
| 1984  | Suède  | Coupe Canada                    | 8  | 1  | 1 | 2  | 2   | Médaille d'argent  |  |           |
| 1985  | Suède  | Championnat du monde            | 10 | 3  | 6 | 9  | 18  | 6e position        |  |           |
| 1987  | Suède  | Championnat du monde            | 8  | 4  | 6 | 10 | 6   | Médaille d'or      |  |           |
| 1989  | Suède  | Championnat du monde            | 10 | 4  | 3 | 7  | 14  | 4e position        |  |           |
| 1991  | Suède  | Coupe Canada                    | 6  | 1  | 2 | 3  | 8   | 4e position        |  |           |
| 1998  | Suède  | Jeux olympiques                 | 4  | 0  | 1 | 1  | 0   | 5e position        |  |           |

## Trophées et honneurs personnels
- Championnat du monde junior
  - 1983 : meilleur attaquant du tournoi
  - 1983 : nommé dans l'équipe d'étoiles
- Ligue nationale de hockey
  - 1985 : nommé dans l'équipe d'étoiles des recrues
  - 1987 et 1991 : récipiendaire du Trophée viking